# La Nucia
La Nucia (IPA: [la nuˈsi.a]) és una població del País Valencià, a la comarca de la Marina Baixa, envoltada per Benidorm, Polop, l'Alfàs del Pi i Callosa d'en Sarrià.

## Història
El nom de la localitat prové de l'àrab Naziha ('deliciós'). Era una alqueria que en 1271 fou donada per Jaume I a Beltran de Bellpuig. A principis del XVII formava part de la baronia de Polop i pertanyia a Alfons Fajardo de la casa del marqués dels Vélez. En 1565-1572 tenia 29 cases morisques i en 1609 eren 48 cases.
La Nucia es va constituir com a municipi independent en 1705, després d'emancipar-se de la Baronia de Polop. L'Església Parroquial, dedicada a la Puríssima Concepció, es va construir en dos períodes 1761-1772 i 1854-1888 i es va restaurar el 1913.
Els seus habitants en 1787 eren 1.423, xifra que passà a 4.998 en 1845. A partir d'aquell any la població va disminuir, fins a arribar als 1.493 habitants el 1922, amb una important emigració vers l'Alger i Orà, per a recuperar-se en la dècada dels huitanta del segle XX (3.429 habitants), arribava el 1994 a 6.522 i a 10.135 en el 2002. En 1981, el poble tenia 3.419 habitants, que passaren a 6.106 en 1991 i a 9.365 en 2001, fins als 12.573 del 2005 i 14.006 del 2006.

## Economia
La seua font d'ingressos tradicional, l'agricultura, s'ha anat reforçant en les últimes dècades i ha sigut superada després pel turisme. El turisme de La Nucia és de caràcter dispers, amb urbanitzacions en què es predomina el xalet unifamiliar i que s'estenen per bona part del seu terme. Quant a l'activitat agrícola, en altura predominen els cultius d'ametlers i oliveres i en la vall els cítrics, les nespreres i el caqui.

## Demografia
D'acord amb el cens de l'INE de 2006, un 43,94% dels seus 14.006 habitants eren de nacionalitat estrangera, procedents en la seua gran majoria de distints països europeus (sent el 32,91% del total de la població nacionals d'altres països de la UE, després amb dret de vot en les eleccions locals). Destaquen pel seu nombre els residents d'origen anglés i alemany.
| Població | 1.977 | 2.088 | 2.102 | 2.229 | 1.988 | 2.285 | 1.708 | 1.429 | 1.396 | 2.073 | 3.419 | 6.106 | 8.616 | 14.006 |

## Monuments i llocs d'interés
- Centre Juvenil: construït el 2005 per l'Ajuntament, que amb 3 plantes i més de 500 m² és un dels més grans de tot el País Valencià, amb un gran nombre d'iniciatives culturals, educatives i d'oci de distint tipus (concerts, col·loquis, cursos…).

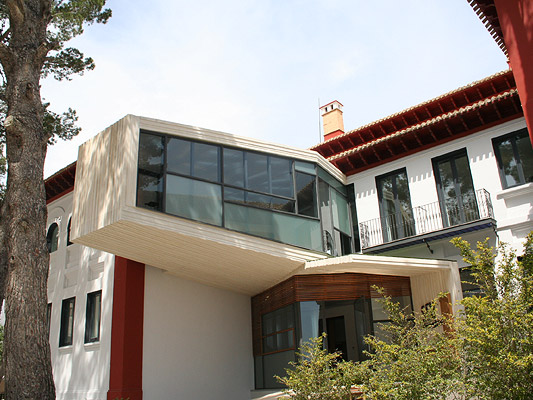
Seu Universitària de la UA

- Seu Universitària de la Universitat d'Alacant: l'antic edifici del Col·legi Públic Sant Rafael situat en ple nucli urbà, construït durant la segona república i inaugurat l'any 1936, ha estat reformat i ampliat el 2007 per a convertir-se en la seu permanent de la Seu Universitària de la Universitat d'Alacant de la Nucia. El projecte, disseny de l'arquitecte local José Luis Campos Rosique, suposa una aposta arriscada que concilia l'antic i la novetat i està per convertir-se en un referent de la regió.
- Mont del Calvari: és una espectacular muntanya on es pot veure tot el mateix municipi i els del voltant, com la gran ciutat d'Altea i les seues platges.
- Ermita de Sant Vicent Ferrer: data de l'any 1803 i es troba en un preciós paratge natural i històric. Ermita de Sant Rafael.
- Font de la Favara: un gran jardí on es poden veure les típiques plantes i arbres del clima mediterrani; la seua gran cascada i les seues fonts fan dels calorosos estius un lloc refrescant de reunió per a menjar davall els seus arbres centenaris.
- El Llavador: antic llavador de l'any 1924.
- Auditori de la Mediterrània: Espai cultural que compta amb una superfície total de 4.448 metres quadrats, dels quals 770 m quadrats són d'auditori amb una capacitat de 607 butaques. L'auditori de la Mediterrània és un gran espai cultural de tres altures que compta amb una gran sala d'assaig, una sala de dansa, una aula-taller, una gran sala d'exposicions, biblioteca, cafeteria, despatxos i dues sales de conferències.

## Gastronomia
Entre els plats típics de La Nucia destaquen: l'arròs cuinat, pebrereta amb sangatxo, minxos a la paleta, els puntals de dacsa, la paella, embotits, formatges frescos i tramussos i com a postres, les nespres, confitures, pastissets de moniato, pastissets d'ametla, berlina i coca dolça. I per a beure, vins propis de la Marina, mistela, i soda, refresc tradicional.

## Festes i Celebracions
- Festes Majors Patronals. Se celebren a partir del 14 d'agost en honor de la Mare de Déu de l'Assumpció i de Sant Roc.
- Festes de Sant Rafael. Se celebren el tercer diumenge de novembre.
- Festes de Sant Vicent Ferrer. La festa de Sant Vicent se celebra el dilluns següent al dilluns de Pasqua al paratge natural del Captivador.
- Festa de la Carta Pobla. Se celebra el dia 9 de juliol.[1]

## Política i govern

### Composició de la Corporació Municipal
El Ple de l'Ajuntament està format, des de 2019, per 17 regidors, a causa de la pèrdua de població. Abans en tenia 21. En les eleccions municipals de 26 de maig de 2019 n'obtingueren: 13 el Partit Popular (PP), 3 el Partit Socialista del País Valencià (PSPV-PSOE) i 1 Ciutadans - Partit de la Ciutadania (Cs).
| Eleccions municipals de 26 de maig de 2019 - La Nucia |                                           |                                     |                                     |         |          |          |
| Candidatura | Candidatura                               | Candidatura                         | Cap de llista                       | Vots    | Vots     | Regidors |
| | Partit Popular de la Comunitat Valenciana |                                     | Bernabé Cano García                 | 4.557   | 63,73%   | 13 ()    |
| | Partit Socialista del País Valencià-PSOE  |                                     | Josefa Rosa Ivorra Miñana           | 1.338   | 18,71%   | 3 (-1)   |
| | Ciutadans - Partit de la Ciutadania       |                                     | Rafael Jesús Congost Vallés         | 536     | 7,50%    | 1 (-1)   |
| | Altres candidatures                       |                                     |                                     | 670     | 9,37%    | 0 ( -2)  |
| | Vots en blanc                             |                                     |                                     | 49      | 0,69%    |          |
| Total vots vàlids i regidors | Total vots vàlids i regidors              | Total vots vàlids i regidors        | Total vots vàlids i regidors        | 7.150   | 100 %    | 17 (-4)  |
| | Vots nuls                                 | Vots nuls                           | Vots nuls                           | 31      | 0,43%    |          |
| Participació (vots vàlids més nuls) | Participació (vots vàlids més nuls)       | Participació (vots vàlids més nuls) | Participació (vots vàlids més nuls) | 7.181   | 57,21%** |          |
| Abstenció | Abstenció                                 | Abstenció                           | Abstenció                           | 5.372*  | 42,79%** |          |
| Total cens electoral | Total cens electoral                      | Total cens electoral                | Total cens electoral                | 12.553* | 100 %**  |          |
| Alcalde: Bernabé Cano García (PP) (15/06/2019) Per majoria absoluta dels vots dels regidors (13 vots PP)                                                            |                                           |                                     |                                     |         |          |          |
| Fonts: Ministeri de l'Interior, Junta Electoral de Zona de la Vila Joiosa, Periòdic Ara. (* No són vots sinó electors. ** Percentatge respecte del cens electoral.) |                                           |                                     |                                     |         |          |          |

### Alcaldes
Des de 2001 l'alcalde de la Nucia és Bernabé Cano García del Partit Popular.
| Període                       | Alcalde o alcaldessa                 | Partit polític | Data de possessió     | Observacions |
| ----------------------------- | ------------------------------------ | -------------- | --------------------- | ------------ |
| 1979–1983                     | Camilo Cano Cano                     | UCD            | 19/04/1979            | --           |
| 1983–1987                     | Vicente Francisco Cano Cano          | PSPV-PSOE      | 28/05/1983            | --           |
| 1987–1991                     | Vicente Francisco Cano Cano          | PSPV-PSOE      | 30/06/1987            | --           |
| 1991–1995                     | Vicente Francisco Cano Cano          | PSPV-PSOE      | 15/06/1991            | --           |
| 1995–1999                     | Jaime Francisco Cano Llorens         | PP             | 17/06/1995            | --           |
| 1999–2003                     | Diego Such Pérez Bernabé Cano García | PP             | 03/07/1999 07/04/2001 | Dimissió --  |
| 2003–2007                     | Bernabé Cano García                  | PP             | 14/06/2003            | --           |
| 2007–2011                     | Bernabé Cano García                  | PP             | 16/06/2007            | --           |
| 2011–2015                     | Bernabé Cano García                  | PP             | 11/06/2011            | --           |
| 2015–2019                     | Bernabé Cano García                  | PP             | 13/06/2015            | --           |
| 2019-2023                     | Bernabé Cano García                  | PP             | 15/06/2019            | --           |
| Des de 2023                   | Bernabé Cano García                  | PP             | 17/06/2023            | --           |
| Fonts: Generalitat Valenciana |                                      |                |                       |              |